# Åke Engfeldt
Nils Åke Engfeldt född 1 november 1913 i Johannes församling i Stockholm, död 13 mars 1977 i Malmö, var en svensk skådespelare och regissör. Han var son till Anna Maria Engfeldt och hennes make apotekaren Nils Olof Engfeldt, filosofie doktor samt docent i biokemi. 

## Biografi
Engfeldt scendebuterade som skådespelare 1934 i Helsingborg och studerade senare vid Dramatens elevskola, efter studierna engagerades han först vid Blancheteatern 1939, för att senare engageras vid Norrköpings stadsteater 1950–1953. Han återvände till Helsingborg och var engagerad där på stadsteatern 1953–1958. Han började på Malmö stadsteater 1958, där han även verkade som scenskolelärare och regissör.  
Engfeldt filmdebuterade 1936 i Arne Bornebuschs Kvartetten som sprängdes och kom att medverka i drygt 60 film- och TV-produktioner. 
1966–1972 var han ordernsgeneral i TSO:s Malmöavdelning. Han fick Anders de Wahl stipendiet 1966.
Engfeldt är gravsatt i minneslunden på S:t Pauli mellersta kyrkogård i Malmö. Han var mellan 1936 och 1941 gift med skådespelaren Stina Ståhle och från 1949 med Gunnel Larson, född Landman.

## Filmografi
- 1936 – Kvartetten som sprängdes
- 1938 – Karriär
- 1938 – På kryss med Albertina
- 1938 – Herr Husassistenten
- 1939 – Åh, en så'n grabb
- 1940 – Snurriga familjen
- 1940 – Karl för sin hatt
- 1941 – Söderpojkar
- 1941 – Så tuktas en äkta man
- 1941 – Magistrarna på sommarlov
- 1941 – Fransson den förskräcklige
- 1942 – General von Döbeln
- 1942 – Vi hemslavinnor
- 1942 – Tre glada tokar
- 1942 – Ta hand om Ulla
- 1942 – En sjöman i frack
- 1943 – En flicka för mej
- 1943 – En melodi om våren
- 1943 – Elvira Madigan
- 1943 – Örlogsmän
- 1943 – Flickan är ett fynd
- 1943 – Prästen som slog knockout
- 1944 – Den osynliga muren
- 1944 – Mitt folk är icke ditt
- 1944 – Appassionata
- 1944 – Narkos
- 1944 – Skåningar
- 1944 – Som folk är mest
- 1945 – Rattens musketörer
- 1945 – Sextetten Karlsson
- 1945 – Resan bort
- 1945 – Skådetennis
- 1945 – Biljett till äventyret
- 1945 – Lidelse
- 1945 – Galgmannen
- 1946 – Möte i natten
- 1946 – 91:an Karlsson. "Hela Sveriges lilla beväringsman"
- 1946 – Pengar – en tragikomisk saga
- 1946 – Onsdagsväninnan
- 1946 – Kvinnor i väntrum
- 1946 – De unga tar vid
- 1946 – Det är min modell
- 1946 – Kristin kommenderar
- 1947 – Dynamit
- 1947 – Stackars lilla Sven
- 1947 – Konsten att älska
- 1948 – Janne Vängmans bravader
- 1948 – Flottans kavaljerer
- 1948 – Hamnstad
- 1949 – Fängelse
- 1949 – Hur tokigt som helst
- 1949 – Kärleken segrar
- 1950 – Restaurant Intim
- 1952 – Adolf i toppform
- 1953 – Officer i armén
- 1956 – Rasmus, Pontus och Toker
- 1957 – Aldrig i livet
- 1957 – Tre piger fra Jylland
- 1961 – Medbrottslingarna
- 1967 – Kullamannen (TV-serie)
- 1968 – Utan en tråd
- 1970 – De många sängarna
- 1970 – Smuglerne (TV-serie)
- 1974 – Karl XII
- 1974 – Engeln (TV-serie)
- 1976 – Klerk

## Teater

### Roller (ej komplett)
| År   | Roll                     | Produktion                                                            | Regi                 | Teater                           |
| ---- | ------------------------ | --------------------------------------------------------------------- | -------------------- | -------------------------------- |
| 1936 | Wint Selby               | Ljuva ungdomstid Eugene O'Neill                                       | Rune Carlsten        | Dramaten                         |
| 1936 | Hotelldirektören         | Millionärskan George Bernard Shaw                                     | Alf Sjöberg          | Dramaten                         |
| 1937 | En ung man               | Eva gör sin barnplikt Kjeld Abell                                     | Rune Carlsten        | Dramaten                         |
| 1937 | Henry                    | Vår ära och vår makt Nordahl Grieg                                    | Alf Sjöberg          | Dramaten                         |
| 1937 | Sandy Tyrell             | Höfeber Noël Coward                                                   | Alf Sjöberg          | Dramaten                         |
| 1937 | Lieudoré Ostoire         | Khaki Paul Raynal                                                     | Alf Sjöberg          | Dramaten                         |
| 1937 | Flaggkorpral Olsson      | Kungens paket Staffan Tjerneld och Alf Henrikson                      | Rune Carlsten        | Dramaten                         |
| 1938 | Alessandro               | Spel på havet Sigfrid Siwertz                                         | Alf Sjöberg          | Dramaten                         |
| 1938 | En herre                 | Sex trappor upp Alfred Gehri                                          | Pauline Brunius      | Dramaten                         |
| 1939 | Donald Navadel           | Mitt i Europa Robert E. Sherwood                                      | Rune Carlsten        | Dramaten                         |
| 1939 | Nationalgardeskaptenen   | Nederlaget Nordahl Grieg                                              | Svend Gade           | Dramaten                         |
| 1939 | Michel                   | Vanartiga föräldrar Jean Cocteau                                      | Harry Roeck-Hansen   | Blancheteatern                   |
| 1939 | Löjtnant Peter Brissing  | Vibrationer Charles Morgan                                            | Harry Roeck-Hansen   | Blancheteatern                   |
| 1940 | Tim Shields              | Tony ritar en häst Lesley Storm                                       | Harry Roeck-Hansen   | Blancheteatern                   |
| 1940 | Oliver Farrant           | Här har jag varit förut John Boynton Priestley                        | Harry Roeck-Hansen   | Blancheteatern                   |
| 1940 | Eli Lieber               | Hyggliga människor Irwin Shaw                                         | Olof Molander        | Blancheteatern                   |
| 1940 | Manfred Lovell           | Plats för leende S. N. Behrman                                        | Harry Roeck Hansen   | Blancheteatern                   |
| 1941 | Joachim Bris             | På solsidan Helge Krog                                                | Hans Jacob Nilsen    | Blancheteatern                   |
| 1941 | Cy Blodgett              | Skilda språk Samuel Nathaniel Behrman                                 | Harry Roeck-Hansen   | Blancheteatern                   |
| 1941 | En svart man             | Midsommardröm i fattighuset Pär Lagerkvist                            | Per Lindberg         | Blancheteatern                   |
| 1942 | Lexy Mill                | Candida George Bernard Shaw                                           | Harry Roeck-Hansen   | Blancheteatern                   |
| 1942 | Vasjka                   | På livets botten Maksim Gorkij                                        | Jura Tamkin          | Blancheteatern                   |
| 1942 | Robert                   | Sol i dimma Emlyn Williams                                            | Harry Roeck-Hansen   | Blancheteatern                   |
| 1943 | Dokter Östermark         | Fadren August Strindberg                                              | Helge Hagerman       | Blancheteatern                   |
| 1943 | Hjalmar Rogge            | Rus Rudolf Värnlund                                                   | Per Lindberg         | Blancheteatern                   |
| 1943 | Löjtnant Prackle         | Månen har gått ned John Steinbeck                                     | Harry Roeck-Hansen   | Blancheteatern/ Oscarsteatern    |
| 1943 | Kommissarie Rooney       | Arsenik och gamla spetsar Joseph Kesselring                           | Torsten Hammarén     | Oscarsteatern                    |
| 1943 | Herbert                  | Herr Blink går över alla gränser Lars-Levi Laestadius                 | Per Lindberg         | Vasateatern                      |
| 1943 | Bert Rollo               | Den okuvliga Mr Bunting Robert Greenwood                              | Martha Lundholm      | Vasateatern                      |
| 1943 | Revisorsassistenten      | Teater W. Somerset Maugham                                            | Martha Lundholm      | Vasateatern                      |
| 1944 | Owen Arthur              | Det evigt manliga Philip Barry                                        | Harry Roeck-Hansen   | Blancheteatern                   |
| 1944 | Happy Penny              | Den obetvingade segern Maxwell Anderson                               | Sam Besekow          | Blancheteatern                   |
| 1944 | Worthington Smythe       | Cocktails Leslie Howard                                               | Rudolf Wendbladh     | Blancheteatern                   |
| 1945 | En italiensk kypare      | Det blåser en vind Lillian Hellman                                    | Harry Roeck-Hansen   | Blancheteatern                   |
| 1945 | Walter Manners           | När kvinnor mötas Rachel Crothers                                     | Sam Besekow          | Blancheteatern                   |
| 1947 | Christian                | Cyrano de Bergerac Edmond Rostand                                     | Sandro Malmquist     | Oscarsteatern                    |
| 1948 | Jack                     | Gröna hissen Avery Hopwood                                            | Martha Lundholm      | Vasateatern                      |
| 1949 | Marvin Wilson            | Harvey Mary Chase                                                     | Martha Lundholm      | Vasateatern                      |
| 1950 |                          | Hans nåds testamente Hjalmar Bergman                                  | Johan Falck          | Norrköping-Linköping stadsteater |
| 1950 | Charlie Castle           | Den långa kniven Clifford Odets                                       | Karin Kavli          | Norrköping-Linköping stadsteater |
| 1950 |                          | Hamlet William Shakespeare                                            | Johan Falck          | Norrköping-Linköping stadsteater |
| 1950 | Clark Redfield           | Drömflickan Elmer Rice                                                | Per Gerhard          | Norrköping-Linköping stadsteater |
| 1951 | Månen                    | Blodsbröllop Federico García Lorca                                    | Johan Falck          | Norrköping-Linköping stadsteater |
| 1951 |                          | Å, en sån dag Dodie Smith                                             | Gerda Wrede          | Norrköping-Linköping stadsteater |
| 1951 | Bernie Dodd              | Mannen du gav mig Clifford Odets                                      | Ingmar Bergman       | Folkparksturné                   |
| 1951 | Greve Leon d'Algout      | Rött månsken Melchior Lengyel och Marc-Gilbert Sauvajon               | Johan Falck          | Norrköping-Linköping stadsteater |
| 1951 |                          | Robespierre Rudolf Värnlund                                           | Johan Falck          | Norrköping-Linköping stadsteater |
| 1951 | Alvaro Mangiacavallo     | Den tatuerade rosen Tennessee Williams                                | Ingmar Bergman       | Norrköping-Linköping stadsteater |
| 1951 |                          | Premiär nästa måndag Philip King                                      | Gunnar Skoglund      | Norrköping-Linköping stadsteater |
| 1952 | Michael                  | Stolpsängen Jan de Hartog                                             | Johan Falck          | Norrköping-Linköping stadsteater |
| 1952 | Doktor John Cristow      | Laddat möte Agatha Christie                                           | Sture Ericson        | Norrköping-Linköping stadsteater |
| 1952 | Alvaro Mangiacavallo     | Den tatuerade rosen Tennessee Williams                                | Ingmar Bergman       | Folkparksturné                   |
| 1952 | Patrice Bombelles        | Dans under stjärnorna Jean Anouilh                                    | Johan Falck          | Norrköping-Linköping stadsteater |
| 1952 | Stephen Barlow           | När skymningen föll Lesley Storm                                      | Keve Hjelm           | Norrköping-Linköping stadsteater |
| 1953 | Tony Wendice             | Slå nollan till polisen Frederick Knott                               | Keve Hjelm           | Norrköping-Linköping stadsteater |
| 1953 |                          | Peer Gynt Henrik Ibsen                                                | Johan Falck          | Norrköping-Linköping stadsteater |
| 1953 |                          | Saken är Oscar P.G. Wodehouse, Guy Bolton och Cole Porter             | Georg Funkquist      | Oscarsteatern                    |
| 1953 | Clark Redfield           | Drömflickan Elmer Rice                                                | Johan Falck          | Helsingborgs stadsteater         |
| 1953 | Landolfo                 | Henrik IV Luigi Pirandello                                            | Johan Falck          | Helsingborgs stadsteater         |
| 1953 | Robert                   | Rendez-vous med lyckan Jean Anouilh                                   | Johan Falck          | Helsingborgs stadsteater         |
| 1953 | George Henderson         | Hustruleken Louis Verneuil                                            | Gösta Cederlund      | Helsingborgs stadsteater         |
| 1954 | Caliban                  | Stormen William Shakespeare                                           | Johan Falck          | Helsingborgs stadsteater         |
| 1954 | Viding                   | Kanske en diktare Ragnar Josephson                                    | Gunnar Ekström       | Helsingborgs stadsteater         |
| 1954 | Bill Reynolds            | The och sympati Robert Anderson                                       | Gunnar Ekström       | Helsingborgs stadsteater         |
| 1954 | Preston Mitchell         | Kärlek eller pengar F. Hugh Herbert                                   | Johan Falck          | Helsingborgs stadsteater         |
| 1955 | Carl Gustav              | Kristina August Strindberg                                            | Johan Falck          | Helsingborgs stadsteater         |
| 1955 | Herr Webb                | Vår lilla stad Thornton Wilder                                        | Erik Berglund        | Helsingborgs stadsteater         |
| 1955 | Edward L. McKeever       | Dollargrinet George S. Kaufman och Howard Teichmann                   | Johan Falck          | Helsingborgs stadsteater         |
| 1955 | François Joseph Lefebvre | Madame Sans-Gêne Victorien Sardou och Émile Moreau                    | Johan Falck          | Helsingborgs stadsteater         |
| 1955 | Ärkehertig Johan         | Mayerlingdramat Maxwell Anderson                                      | Johan Falck          | Helsingborgs stadsteater         |
| 1955 | Algernon Moncrieff       | Mister Ernest Oscar Wilde                                             | Leo Golowin          | Helsingborgs stadsteater         |
| 1955 | Kapten Fisby             | Thehuset Augustimånen John Patrick                                    | Stig Olin            | Helsingborgs stadsteater         |
| 1956 | Jerry Wilenski           | Urladdning Clifford Odets                                             | Gunnar Ekström       | Helsingborgs stadsteater         |
| 1956 | Hubert de Latour-Latour  | Gröna fracken Gaston Arman de Caillavet och Robert de Flers           | Johan Falck          | Helsingborgs stadsteater         |
| 1956 | Borgmästaren             | Balladen om ingen Johannes W. Klefisch                                | Johan Falck          | Helsingborgs stadsteater         |
| 1956 | Karlsson                 | Sällskapslek Erland Josephson                                         | Gunnar Ekström       | Helsingborgs stadsteater         |
| 1957 | Bartolo                  | Barberaren i Sevilla Pierre de Beaumarchais                           | Johan Falck          | Helsingborgs stadsteater         |
| 1957 | Rutger von Degerfelt     | Ett brott Sigfrid Siwertz                                             | Johan Falck          | Helsingborgs stadsteater         |
| 1957 | Raoul de Vriaac          | Markisinnan Noël Coward                                               | Gunnar Ekström       | Helsingborgs stadsteater         |
| 1957 | Oliver Costello          | Spindelnätet Agatha Christie                                          | Eva Sköld            | Helsingborgs stadsteater         |
| 1957 | Överuppsyningsmannen     | Ut med narren! J.B. Priestley                                         | Johan Falck          | Helsingborgs stadsteater         |
| 1957 | Roo                      | Sjuttonde dockans sommar Ray Lawler                                   | Johan Falck          | Helsingborgs stadsteater         |
| 1957 | Beauparthuis             | Pariserliv Jacques Offenbach, Henri Meilhac och Ludovic Halévy        | Soini Wallenius      | Helsingborgs stadsteater         |
| 1958 | Peter Cauchon            | Sankta Johanna George Bernard Shaw                                    | Johan Falck          | Helsingborgs stadsteater         |
| 1958 | Bartholo                 | Figaros bröllop eller Den uppochnervända dagen Pierre de Beaumarchais | Johan Falck          | Helsingborgs stadsteater         |
| 1958 |                          | Världen är vi William Saroyan                                         | Yngve Nordwall       | Malmö stadsteater                |
| 1958 |                          | Lyckodagen Cesare Meano                                               | Lars-Levi Laestadius | Malmö stadsteater                |
| 1958 |                          | Änkan Bertil Schütt                                                   | Yngve Nordwall       | Malmö stadsteater                |
| 1959 |                          | Amphitryon Molière                                                    | Lars-Levi Laestadius | Malmö stadsteater                |
| 1959 |                          | Fransysk visit Marcel Achard                                          | Yngve Nordwall       | Malmö stadsteater                |
| 1959 |                          | Domaren Vilhelm Moberg                                                |                      | Malmö stadsteater                |
| 1959 |                          | Doft av honung Shelagh Delaney                                        | Yngve Nordwall       | Malmö stadsteater                |
| 1959 |                          | Ett drömspel August Strindberg                                        | Bengt Ekerot         | Malmö stadsteater                |
| 1959 |                          | En vintersaga William Shakespeare                                     | Sandro Malmquist     | Malmö stadsteater                |
| 1960 |                          | Toreadorvalsen Jean Anouilh                                           | Sam Besekow          | Malmö stadsteater                |
| 1960 |                          | Rävlyan Lillian Hellman                                               | Jan Hemmel           | Malmö stadsteater                |
| 1960 |                          | Läckan Bertil Schütt                                                  | Yngve Nordwall       | Malmö stadsteater                |
| 1960 |                          | Satsa på rött Félicien Marceau                                        |                      | Malmö stadsteater                |
| 1960 |                          | Midsommardröm i fattighuset Pär Lagerkvist                            | Yngve Nordwall       | Malmö stadsteater                |
| 1961 |                          | Drottningens juvelsmycke Carl Jonas Love Almqvist                     |                      | Malmö stadsteater                |
| 1961 |                          | Cembalo Karl Ragnar Gierow                                            | Gösta Folke          | Malmö stadsteater                |
| 1961 |                          | Drömresan Elmer Rice                                                  | Yngve Nordwall       | Malmö stadsteater                |
| 1961 |                          | Världsomseglaren Georges Schehadé                                     | Yngve Nordwall       | Malmö stadsteater                |
| 1961 |                          | Det kommer främmande Björn-Erik Höijer                                | Yngve Nordwall       | Malmö stadsteater                |
| 1962 |                          | Fysikerna Friedrich Dürrenmatt                                        | Lennart Olsson       | Malmö stadsteater                |
| 1962 |                          | Tåget kan backa Frank D. Gilroy                                       | Josef Halfen         | Malmö stadsteater                |
| 1964 |                          | Svart måndag Reginald Rose                                            | Josef Halfen         | Malmö stadsteater                |
| 1964 |                          | Richard III William Shakespeare                                       | Lennart Olsson       | Malmö stadsteater                |
| 1964 |                          | Körsbärsträdgården (Вишнёвый сад, Visjnjovyj sad ) Anton Tjechov      | Josef Halfen         | Malmö stadsteater                |
| 1964 |                          | Kvinnan ska inte brännas Christopher Fry                              | Josef Halfen         | Malmö stadsteater                |
| 1965 |                          | Kvartetten som sprängdes Birger Sjöberg                               | Josef Halfen         | Malmö stadsteater                |
| 1965 |                          | Djävulens följe (The Devils) John Whiting                             | Lennart Olsson       | Malmö stadsteater                |
| 1965 |                          | O (dramatisk revy i 24 scenprator) Sandro Key-Åberg                   | Jan Lewin            | Malmö stadsteater                |
| 1965 |                          | Fallet Oppenheimer Heinar Kipphardt                                   | Eva Sköld            | Malmö stadsteater                |
| 1966 |                          | Alla har rätt Luigi Pirandello                                        | Sandor Györbiro      | Malmö stadsteater                |
| 1966 |                          | Kejsaren på Gungbrädan Charles Prost                                  | Andris Blekte        | Malmö stadsteater                |
| 1966 |                          | Muntra fruarna i Windsor William Shakespeare                          | Josef Halfen         | Malmö stadsteater                |
| 1966 |                          | Hemkomsten Harold Pinter                                              |                      | Malmö stadsteater                |
| 1967 |                          | Snobben Carl Sternheim                                                | Lennart Olsson       | Malmö stadsteater                |
| 1967 |                          | Å vilken härlig fred! Hans Alfredson och Tage Danielsson              | Jan Lewin            | Malmö stadsteater                |
| 1967 | Överste Melkett          | Komedi i mörker Peter Shaffer                                         | Per Siwe             | Malmö stadsteater                |
| 1968 |                          | Den gyllne staden Arnold Wesker                                       | Lennart Olsson       | Malmö stadsteater                |
| 1968 |                          | Tre systrar Anton Tjechov                                             | Josef Halfen         | Malmö stadsteater                |
| 1968 |                          | Mutter Courage och hennes barn Bertolt Brecht                         | Jan Lewin            | Malmö stadsteater                |
| 1968 |                          | Det tysta vapnet Victor Haïm                                          | Sandor Györbiro      | Malmö stadsteater                |
| 1968 |                          | Hadrianus VII Peter Luke efter Frederick Rolfes roman                 | Gösta Folke          | Malmö stadsteater                |
| 1969 |                          | Slottet Ivan Klíma                                                    | Josef Halfen         | Malmö stadsteater                |
| 1969 |                          | Klänningen / Burfåglar John Griffith Bowen                            | Andris Blekte        | Malmö stadsteater                |
| 1969 |                          | Fan ska vara teaterdirektör August Blanche                            | Per Siwe             | Malmö stadsteater                |
| 1970 |                          | Guden Kurt Alberto Moravia                                            | Josef Halfen         | Malmö stadsteater                |
| 1970 |                          | Gustav Vasa August Strindberg                                         | Jan Lewin            | Malmö stadsteater                |
| 1971 |                          | Solsidan David Storey                                                 | Bo G Forsberg        | Malmö stadsteater                |
| 1972 |                          | Måsen Anton Tjechov                                                   | Josef Halfen         | Malmö stadsteater                |
| 1972 |                          | Carl XII August Strindberg                                            | Gösta Folke          | Malmö stadsteater                |
| 1973 |                          | Kuppen i Köpenick Carl Zuckmayer                                      | Lennart Olsson       | Malmö stadsteater                |
| 1973 |                          | Mästargänget Jason Miller                                             | Lennart Olsson       | Malmö stadsteater                |
| 1974 |                          | Fjollan av Chaillot Jean Giraudoux                                    | Lennart Olsson       | Malmö stadsteater                |
| 1974 |                          | Fem minuter att leva Brian Friel                                      | Bo G. Forsberg       | Malmö stadsteater                |
| 1975 |                          | Lek ej med kärleken Alfred de Musset                                  | Härje Ekman          | Malmö stadsteater                |

### Regi
| År   | Produktion                                      | Upphovsmän                                                                  | Teater                   |
| ---- | ----------------------------------------------- | --------------------------------------------------------------------------- | ------------------------ |
| 1954 | Privatsekreteraren The Confidential Clerk       | T.S. Eliot Översättning Erik Lindegren                                      | Helsingborgs stadsteater |
| 1954 | Babels torn                                     | Lars Helgesson                                                              | Helsingborgs stadsteater |
| 1954 | Oh, mein Papa! Das Feuerwerk                    | Paul Burkhard, Jürg Amstein, Robert Gilbert Översättning Britt G. Hallqvist | Helsingborgs stadsteater |
| 1955 | Fyrtal                                          | Översättning Elisabeth Lovén-Hansson                                        | Helsingborgs stadsteater |
| 1957 | Kärlekskvarett Die hellgelben Handschuhe        | Willi Kollo Översättning Gösta Rybrant                                      | Helsingborgs stadsteater |
| 1957 | Dårskapens timme L'ora della fantasia           | Anna Bonacci Översättning Per Gerhard                                       | Helsingborgs stadsteater |
| 1958 | Vid skilda bord Separate Tables                 | Terence Rattigan Översättning Herbert Wärnlöf                               | Helsingborgs stadsteater |
| 1958 | Vad vet mamma om kärlek The Reluctant Debutante | William Douglas-Home Översättning Per Gerhard                               | Helsingborgs stadsteater |
| 1959 | Levande ljus Bei Kerzenlicht                    | Robert Katscher och Karl Farkas Översättning Nils Bie                       | Helsingborgs stadsteater |
| 1960 | Oscar – eller En halv million i kappsäcken      | Claude Magnier                                                              | Malmö stadsteater        |
| 1961 | Säg mitt rätta namn                             | Michael Shurtleff                                                           | Malmö stadsteater        |
| 1963 | Ögon att se/Öron att höra                       | Peter Shaffer                                                               | Malmö stadsteater        |
| 1965 | Barfota i parken Barefoot In The Park           | Neil Simon                                                                  | Malmö stadsteater        |
| 1966 | Söndagshustrun Woman in a dressing gown         | Ted Willis Översättning Göran O. Eriksson                                   | Malmö stadsteater        |

### Radioteater
| År   | Roll                    | Produktion                              | Regi           |
| ---- | ----------------------- | --------------------------------------- | -------------- |
| 1940 | Evald Severin           | 33,333 Algot Sandberg                   | Carl Barcklind |
| 1965 | Henry Ekberg, disponent | Den försvunne disponenten Folke Mellvig | Lennart Olsson |
| 1967 | Advokat Bäckman         | Efter fem år Folke Mellvig              | Lennart Olsson |